# Baross Imre
Baross Imre (Budapest, 1917. április 24. – Budapest, 1986. május 13.) magyar tornász, artista, az Artistaképző Intézet alapító, később névadó igazgatója.

## Élete
Pályáját tornászként kezdte. Az 1940-es évektől mint artista az Arizona revüszínházban lépett fel az ún. Bronz-számmal. A II. világháború után a Göndör Ferenc vezette Fővárosi Nagycirkuszhoz szerződött. A Baross-revü főleg ugróakrobata számokból, magas nyújtószámokból és korlát-ugrószámokból állt. 1948-ban engedélyt kapott, hogy megalapítsa az Artista Akadémiát. 1950-ben az Állami Artistaképző Intézet igazgatója lett, egészen 1986-ban bekövetkezett haláláig. 

## Díjak, kitüntetések
- Apáczai Csere János-díj (1977)